# Eduardo Vélez Díez
Eduardo Vélez Díez, més conegut com a Edu, és un exfutbolista castellanolleonès. Va nàixer a Torrepadre el 28 d'agost de 1967. Ocupava la posició de davanter.

## Trajectòria
Sorgeix de les categories inferiors del Real Burgos. Amb els castellans hi debuta a la màxima categoria el 1990, i durant tres temporades, és davanter titular, sumant 99 partits i cinc gols. El 1993 el Burgos baixa a Segona Divisió, mantenint la seua condició a l'onze inicial. El 1994, el Burgos encadena un segon descens, unit a un altre descens administratiu que el duu a categories regionals i de retruc, a la seua refundació.
L'estiu de 1994, el davanter recala al CP Mérida, amb qui aconsegueix ascendir a la màxima categoria per primer cop a la història de l'equip extremeny, tot i que és suplent. No té continuïtat i passaria a militar en altres equips, com ara el CD Ourense, amb qui disputa 39 partits a Segona Divisió entre 1996 i 1998.